# Eptatretus sinus
Eptatretus sinus is een soort uit de familie der slijmprikken (Myxinidae).